# Аваллон (кантон)
Кантон Аваллон — адміністративний підрозділ департаменту Йонна. Його межі були змінені під час реорганізації французьких кантонів, яка набрала чинності в березні 2015 року. Його центром є муніципалітет Аваллон.
Він складається з наступних комун:
- Анне-ла-Кот
- Аннео
- Аті
- Аваллон
- Бовільє
- Бюсьєр
- Во-де-Люньї
- Домсі-сюр-ле-Во
- Етоль
- Жироль
- Іслан
- Карре-ле-Томб
- Кюссі-ле-Форж
- Люсі-ле-Буа
- Маньї
- Менад
- Понтобер
- Провансі
- Сен-Бранше
- Сен-Жермен-де-Шам
- Сен-Леже-Вобан
- Сент-Маньянс
- Сермізель
- Совіньї-ле-Буа
- Таро
- Торі
- Шастеллю-сюр-Кюр